# Waldo Selden Pratt
Waldo Selden Pratt (Filadèlfia, (Pennsilvània), 10 de novembre, 1857 – idem. 29 de juliol, 1939), estudiós de música i músic de l'església estatunidenc.
Fill de Lewellyn Pratt, ministre i educador presbiterià, i Sarah Putnam Gulliver, descendent del general Israel Putnam heroi de la Guerra de la Independència dels Estats Units. Els diversos nomenaments acadèmics i eclesiàstics de Lewellyn Pratt van donar lloc a diversos moviments familiars: a Washington, DC, el 1866; a Galesburg, Illinois, el 1870; i a North Adams, Massachusetts, el 1871. L'escolarització de Pratt va incloure un any a l'Acadèmia de l'"Knox College de Galesburg", dos anys a la "Drury Academy de North Adams" i un any a la "Phillips Andover Academy" d'Andover, Massachusetts. Va assistir de 1874 a 1878 a Williams College, on va obtenir premis en llatí i en grec, va rebre honors de "Phi Beta Kappa" i va lliurar el discurs inicial. Va continuar estudis graduats en grec, arqueologia i estètica a la "Universitat Johns Hopkins" de 1878 a 1880; la seva tesi va ser guardonada el 1881 pel "Williams College".
Seguidament de 1880/82 fou nomenat ajudant director del Metropolitan Museum of Art, professor de música i himnologia des de 1882, arxiver (1888/95) del Seminari Teològic d'Hartford (1891-1905), lector d'història i ciència musical en el "Col·legi Smith" (1895/1908), instructor d'art musical de Nova York des de 1905, etc.
Fou membre de nombroses societats, i va publicar: 
- Aids to Commón Worship (1887);
- Century Dictionary (1892);
- Musical Ministries in the Church (1901);
- History of Music (1907), i nombrosos articles per a revistes i enciclopèdies.